# گناهان (مجموعه تلویزیونی)
گناهان (انگلیسی: The Sins) یک مجموعهٔ تلویزیونی جنایی بریتانیایی است که در سال ۲۰۰۰ منتشر شد.

## بازیگران
- پیت پاستویت
- جرالدین جیمز
- فرانک فینلی
- فیلیپ جکسون
- نیل استوک
- کلر راشبروک
- آماندا ابینگتون
- تِـرِور پیکاک